# Estação Vergueiro
A Estação Vergueiro é uma das estações da Linha 1–Azul do Metrô de São Paulo. Foi inaugurada em 17 de fevereiro de 1975. Localizada na Rua Vergueiro, 790, entre os bairros da Liberdade e do Paraíso, fica próxima ao Centro de Controle Operacional (CCO) das Linhas 1–Azul, 2–Verde, 3–Vermelha e 5–Lilás do Metrô. 

## Características
A estação com 8 980m² de área construída, é subterrânea, conta com plataformas laterais e estrutura em concreto aparente. 
A capacidade da estação é de 20 000 passageiros por hora/pico.

## Demanda média da estação
A média de entrada de passageiros nessa estação, é de 28 mil passageiros por dia útil, segundo dados do Metrô do ano de 2011.

## Nome da Estação
Houve um movimento que pretendia homenagear a Instituição que completou 30 anos em maio de 2012, encavalando o nome Centro Cultural São Paulo à já popular denominação da Estação Vergueiro do Metrô; acumulando em um suposto nome complicador para se memorizar: "Estação Centro Cultural de São Paulo - Vergueiro".

## Tabela
| Linha  | Terminais            | Inauguração            | Comprimento (km) | Estações | Duração das viagens (min) |
| ------ | -------------------- | ---------------------- | ---------------- | -------- | ------------------------- |
| 1 Azul | Tucuruvi ↔ Jabaquara | 14 de setembro de 1974 | 20,2             | 23       | 47                        |

| Sigla | Estação   | Inauguração             | Capacidade                   | Integração               | Plataformas | Posição     | Notas                                      |
| ----- | --------- | ----------------------- | ---------------------------- | ------------------------ | ----------- | ----------- | ------------------------------------------ |
| VGO   | Vergueiro | 17 de fevereiro de 1975 | 20 mil passageiros hora/pico | Bilhete Único da SPTrans | Laterais    | Subterrânea | Estação com estrutura de concreto aparente |